# Sarah Baring
Sarah Kathleen Elinor Baring (20 de enero de 1920 – 4 de febrero de 2013) fue una mujer perteneciente a la alta sociedad inglesa, trabajó como lingüista en Bletchley Park durante tres años de la Segunda Guerra Mundial, y se casó con William Astor, tercer vizconde de Astor. 

## Trayectoria
Baring era hija del cineasta Richard, 6º Barón Grantley, y de su esposa Jean (de soltera Kinloch). Durante la guerra, trabajó para Vogue y para The Baltimore Sun durante poco tiempo, luego como telefonista en un Air Raid Precautions Center, antes de que construyeran aviones de combate Hurricane en una fábrica de Hawker Siddeley cerca de Slough y allí compartió casa con una compañera Osla Benning.
Ambas eran ahijadas del Luis Mountbatten, que le preguntó a Baring si podría "encontrar una buena chica" para su sobrino, Felipe de Edimburgo. Le presentó a Benning y se convirtió en su primera novia. Unos meses después, ambas fueron evaluadas de sus conocimientos de alemán, y fueron destinadas al Hut 4 en Bletchley Park. En sus últimos años, Baring escribió The Road To Station X que trata sobre su época en la sociedad de Londres antes de la guerra y en Bletchley Park.
El Día de la Victoria en Europa, Baring asistió a un cóctel ofrecido por su tía Lady Brownlowy donde le presentaron a William Waldorf Astor, el hijo mayor del 2º vizconde Astor y su esposa, la política Nancy Astor. Se comprometieron a los cinco días y se casaron un mes después, el 14 de junio de 1945. Su hijo, William Astor, 4º Vizconde de Astor (padrastro de Samantha Cameron) nació en 1951. La pareja se divorció amigablemente en 1953, después de lo cual ella se casó con el Teniente Coronel Thomas Michael Baring, un exoficial de la 10th Royal Hussars, jugador de polo y consultor de bellas artes. Los Barings se divorciaron en 1965.